# Comisión Nacional de Defensa de la Competencia
La Comisión Nacional de Defensa de la Competencia (CNDC) es un organismo desconcentrado en el ámbito de la Secretaría de Comercio del Ministerio de Economía de la República Argentina.
En su calidad de autoridad de competencia a nivel nacional, es el organismo especializado de la Nación Argentina para proveer a la “defensa de la competencia contra toda forma de distorsión de los mercados”, conforme lo consagra el artículo 42 de su Constitución Nacional.
Su misión la realiza a través de la instrucción de sumarios por denuncias de conductas anticompetitivas y abuso de posición de dominio; mediante el análisis estructural de los mercados y de la cadena de control empresario en operaciones de concentración económica; a través de investigaciones de comportamiento y estructuras en determinados mercados, como así también a través de recomendaciones pro competitivas y acciones de promoción de una cultura de la competencia.
Su objetivo es la protección del interés económico general, cuyo fin mediato y final es el bienestar de los consumidores, a quienes la competencia efectiva en los mercados les garantizará oferta variada de bienes y servicios, de mejor calidad, con innovación y desarrollo constante y a menores precios.
Fue creada por Ley 22.262 en 1980, y está integrada por un presidente y cuatro vocales. Los vocales duran cuatro años en sus funciones, pudiendo ser renovadas sus designaciones. Asimismo cuenta con personal profesionalmente capacitado para el desarrollo de sus actividades específicas, especialmente en las áreas económica, jurídica y administrativa.

## Función y objetivos
Su objetivo es la protección del interés económico general para el bienestar de los consumidores. La competencia efectiva entre las empresas del mercado garantiza la calidad e innovación de bienes y servicios, al menor precio posible, para generar una estructura de mercado eficiente.
Para lograrlo, la CNDC se encarga de:
- Instruir sumarios por denuncias de conductas anticompetitivas, abuso de posición de dominio y cartelización
- Analizar las estructuras de los mercados y de las cadenas de control empresario en operaciones de concentración económica
- Investigar comportamiento y estructuras en determinados mercados
- Hacer recomendaciones pro competitivas y llevar a cabo acciones de promoción de una cultura de la competencia